# Albericus swanhildae
Albericus swanhildae är en groddjursart som beskrevs av Menzies 1999. Albericus swanhildae ingår i släktet Albericus och familjen Microhylidae. IUCN kategoriserar arten globalt som livskraftig. Inga underarter finns listade i Catalogue of Life.